# Andrew Ng
Andrew Yan-Tak Ng (traditionell kinesiska: 吳恩達; förenklad kinesiska: 吴恩达; pinyin: Wú Ēndá), född 1976, är en brittisk-amerikansk forskare på Baidu i Silicon Valley. Han är även universitetslektor (engelska professor) på Institutionen för datavetenskap och Institutionen för Elektroteknik vid Stanford University. Ng är ordförande i styrelsen för Coursera, en internet-plattform för utbildning, som han grundade tillsammans med Daphne Koller.

## Biografi
Ng föddes i Storbritannien 1976. Båda hans föräldrar kom från Hongkong. Han växte upp i Hongkong och Singapore och gick bland annat på Raffles Institution i Singapore. År 1997, tog han en examen i datavetenskap vid Carnegie Mellon University i Pittsburgh i Pennsylvania. Ng fick en masterexamen vid Massachusetts Institute of Technology i Cambridge, Massachusetts år 1998 och fick sin doktorsexamen vid University of California, Berkeley år 2002. Han började arbeta på Stanford University samma år och bor nu i Palo Alto i Kalifornien. Han gifte sig med Carol E. Reiley år 2014.